# Cato Institute

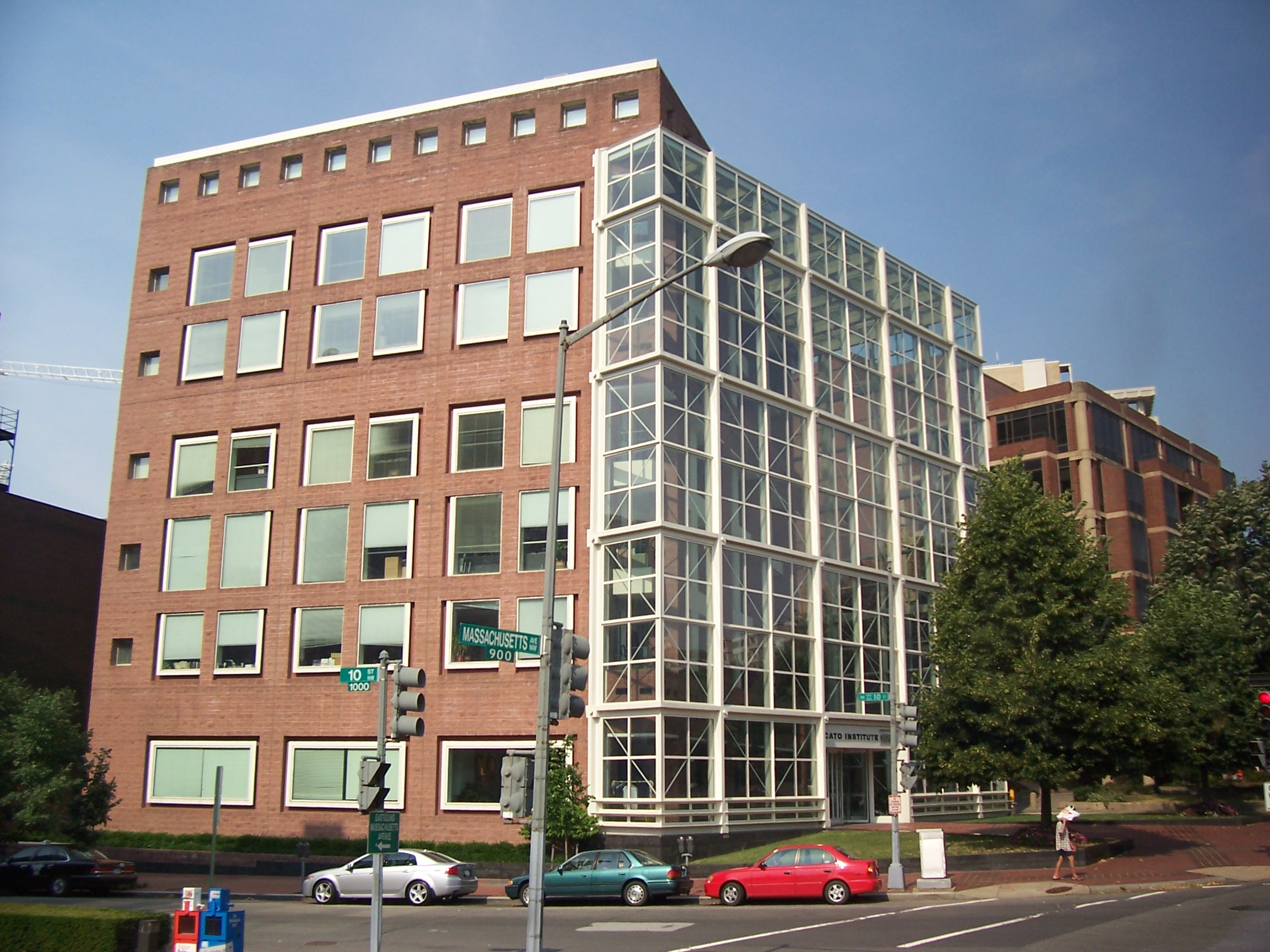
Cato Institute

Het Cato Institute is een Amerikaanse, libertarische denktank, gehuisvest in Washington D.C., die in 1974 werd opgericht door Ed Crane en Murray Rothbard, als Charles Koch Foundation. Financiering kwam van de multimiljardair Charles Koch. In 1976 werd de naam gewijzigd in Cato Institute.
Het Cato Institute heeft een jaaromzet van ongeveer 37 miljoen dollar (2016), daarmee is het een van de grotere denktanks in de VS.